# Blindschleiche
Die Blindschleiche (genauer: Westliche Blindschleiche) (Anguis fragilis) ist eine Echsenart innerhalb der Familie der Schleichen (Anguidae). In Mitteleuropa gehört sie zu den am häufigsten vorkommenden Reptilien. Mit ihrem beinlosen, langgestreckten Körper gleicht sie einer Schlange und wird auch oft für eine solche gehalten. Dieses Missverständnis spiegelt sich sogar im wissenschaftlichen Gattungsnamen wider, den ihr Carl von Linné gegeben hat (lateinisch anguis = „Schlange“; der Artname fragilis bedeutet „zerbrechlich“). Wichtige Unterscheidungsmerkmale zu den Schlangen sind das leichte Abbrechen des Schwanzes sowie das für alle Schleichen typische Vorhandensein von beweglichen Augenlidern und äußeren Gehöröffnungen, wenn auch letztere durch Schuppen verdeckt sind.

Ein anderer verbreiteter Irrtum ist, dass die Blindschleiche gemäß der Artbezeichnung blind sei. Der deutsche Name wird in der Fachliteratur aber in der Regel auf das Althochdeutsche plintslîcho zurückgeführt, was nach allgemeiner Auffassung so viel wie „blendende oder glänzende Schleiche“ bedeutet und sich auf das Glänzen der glatten Schuppenhaut sowie die typische Fortbewegung beziehen dürfte. Alternativ wird der Name manchmal aber auch tatsächlich auf die Wortbedeutung von „blind“ im Sinne von nichtsehend zurückgeführt. Andere, heute nicht oder kaum mehr gebräuchliche Bezeichnungen lauten Haselwurm und Hartwurm.
Die Blindschleiche wurde von der Deutschen Gesellschaft für Herpetologie und Terrarienkunde zum Reptil des Jahres 2017 gekürt.

## Merkmale

### Körperbau

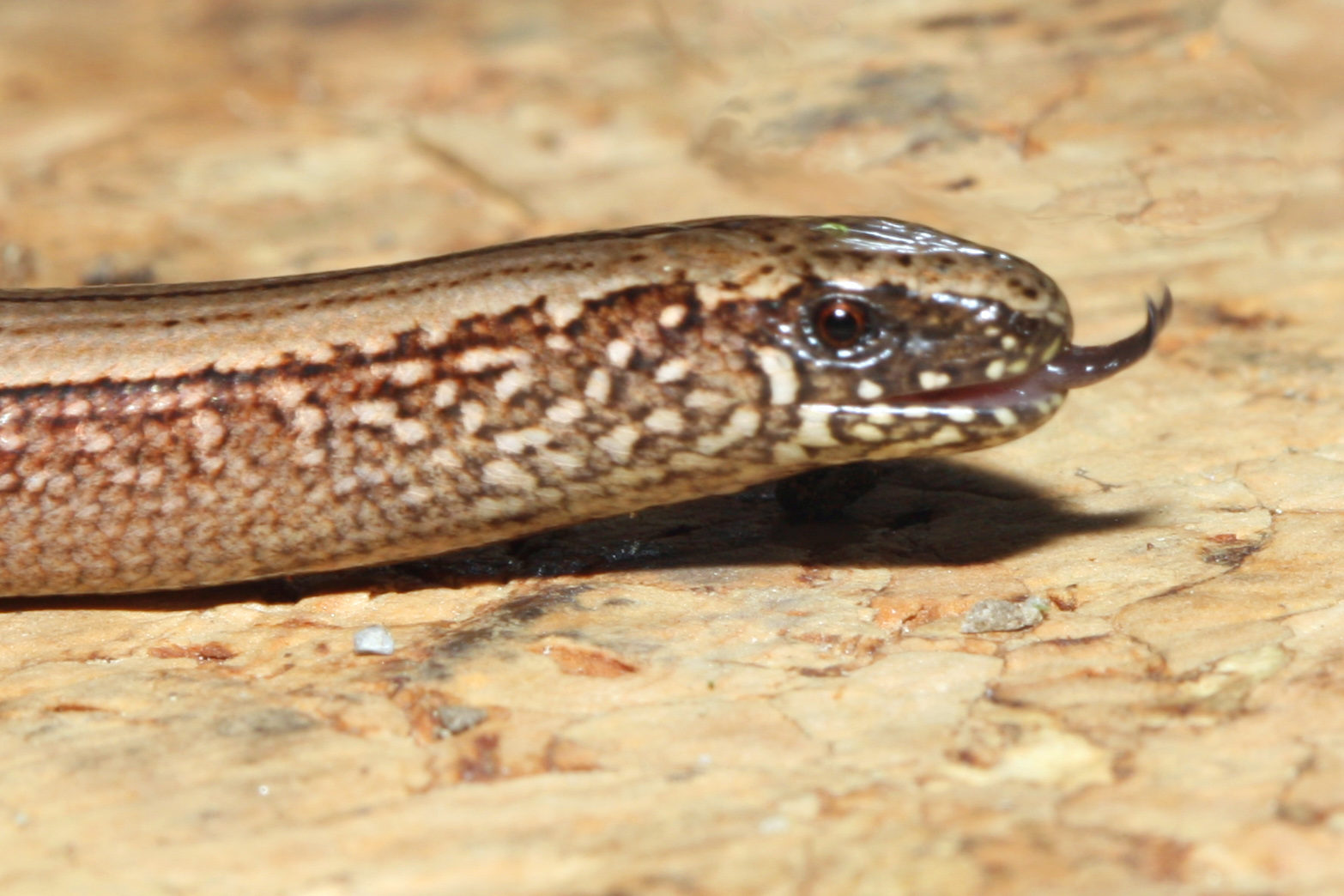
Zum Züngeln müssen Blindschleichen das Maul etwas öffnen

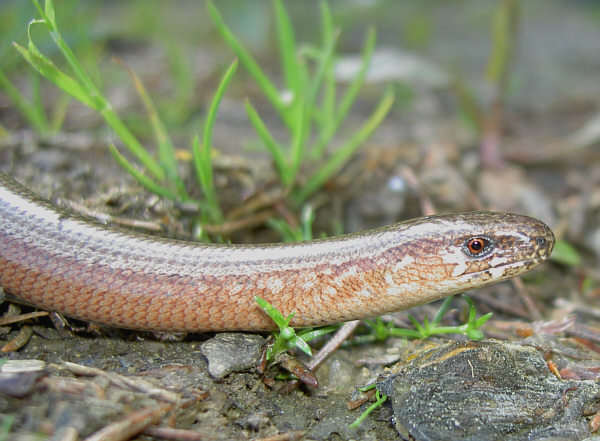
Die glatten, glänzenden Schuppen sind typisch

Blindschleichen haben einen langgestreckten, im Querschnitt kreisrunden Körper ohne Extremitäten und erreichen eine Gesamtlänge von bis zu 57,5 cm. Die meisten zu beobachtenden erwachsenen Tiere sind aber eher zwischen 40 und 45 cm lang, wobei davon bis zu 22 cm auf den Kopf-Rumpf-Abschnitt entfallen, der Rest auf den Schwanz. Der recht kleine, hohe Kopf geht unvermittelt in den Rumpf über. Auch der in einer hornigen Spitze endende Schwanz ist nicht vom Rumpf abgesetzt und oft etwas länger als dieser. Dadurch, dass die Tiere ihren Schwanz an mehreren Sollbruchstellen leicht abwerfen können, haben allerdings recht viele Exemplare keinen vollständig erhaltenen Schwanz mehr. Anders als bei Echten Eidechsen wächst nach einer Autotomie der Schwanzabschnitt auch nicht nach. Es bildet sich nur ein sehr kurzer, halbkugeliger Stumpf. In manchen Populationen hat mehr als die Hälfte der Erwachsenen keinen vollständigen Schwanz mehr. Für feldbiologische Körpermessungen wird daher die Kopf-Rumpf-Länge – von der Schnauzenspitze bis zur Kloake – bevorzugt. Die Kloake hat bei der Blindschleiche einen quergestellten Spalt.
Die Hautoberfläche besteht aus glatten, runden bis sechseckigen, sich dachziegelartig überlagernden Hornschuppen, die ober- und unterseits des Körpers etwa gleich geformt sind. Auch an der Bauchseite sind davon mehrere Längsreihen vorhanden, und die Schuppen sind dort nur geringfügig kleiner als auf der Rückenseite. In der Rumpfmitte umfasst eine Querreihe 24 oder 26 Schuppen. Insgesamt weist der Rumpf 125 bis 150 Schuppenquerreihen und der Schwanz noch einmal 130 bis 160 Reihen auf. Unter den Schuppen befinden sich Knochenplättchen (Osteoderme), wodurch sich Blindschleichen viel steifer und plumper kriechend fortbewegen als Schlangen. Die Kopfbeschuppung ähnelt der von Eidechsen; die den Kopf nach hinten begrenzenden Pileus-Schilde sind relativ groß. Die Ohröffnungen sind allerdings meistens ganz unter den Schuppen verborgen. Die relativ kleinen Augen haben bewegliche, verschließbare Lider (bei Schlangen sind diese verwachsen) und runde Pupillen. Die eher kurze Zunge ist breit-zweilappig und läuft nicht in feine Spitzen aus. Zum Züngeln, also zur Aufnahme von Geruchsstoffen, müssen Blindschleichen das Maul etwas öffnen, da sie keine Oberlippenlücke wie die Schlangen haben. Die spitzen, teilweise recht lose sitzenden Zähnchen sind nach hinten gekrümmt; im Zwischenkiefer befinden sich davon 7 bis 9, im Oberkiefer 10 bis 12, im Unterkiefer 14 bis 16. In fortgeschrittenem Alter haben Blindschleichen einen Teil der Zähne oft verloren.
Die Extremitäten sind vollständig zurückgebildet; lediglich bei den Embryonen sind zunächst noch vordere Beinrudimente nachweisbar, die aber später verschwinden. Bei den erwachsenen Tieren weisen nur kleine Reste eines Schulter- und Beckengürtels an der Wirbelsäule auf die phylogenetische Abstammung von beintragenden Vorfahren hin.

### Färbung und Zeichnung

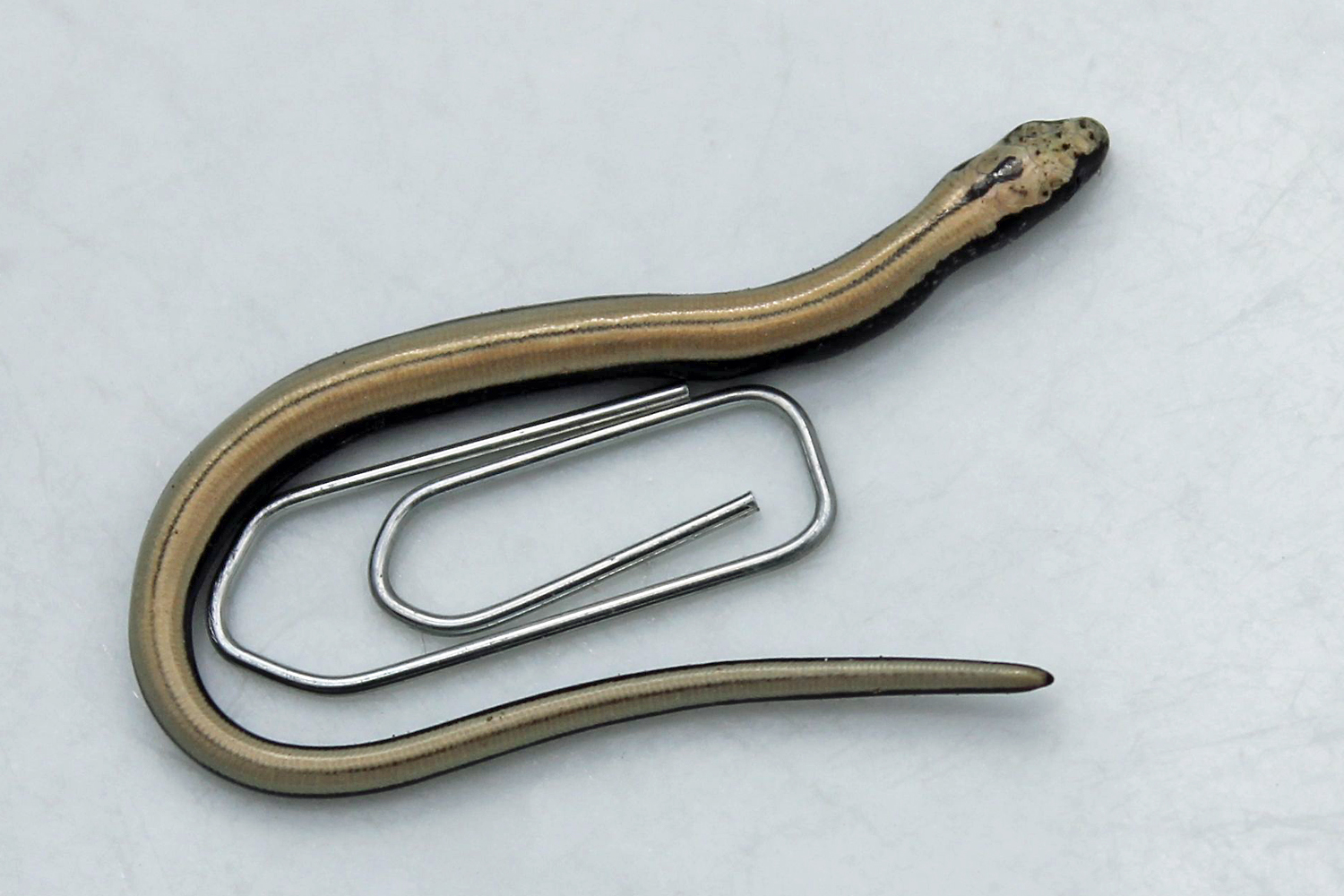
Jungtier (82 mm lang; zum Größenvergleich eine Büroklammer)

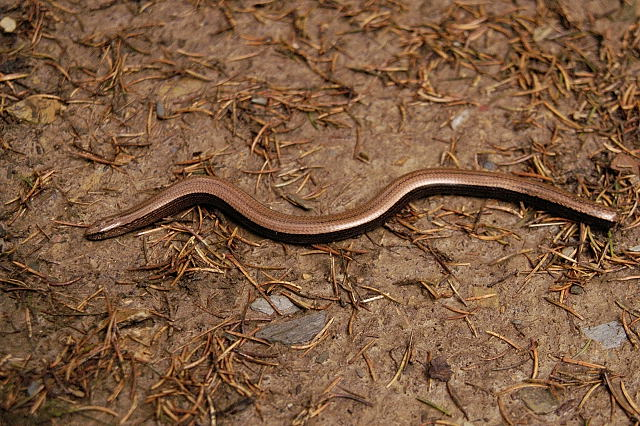
Dieses weibliche Exemplar hat keinen vollständigen Schwanz mehr

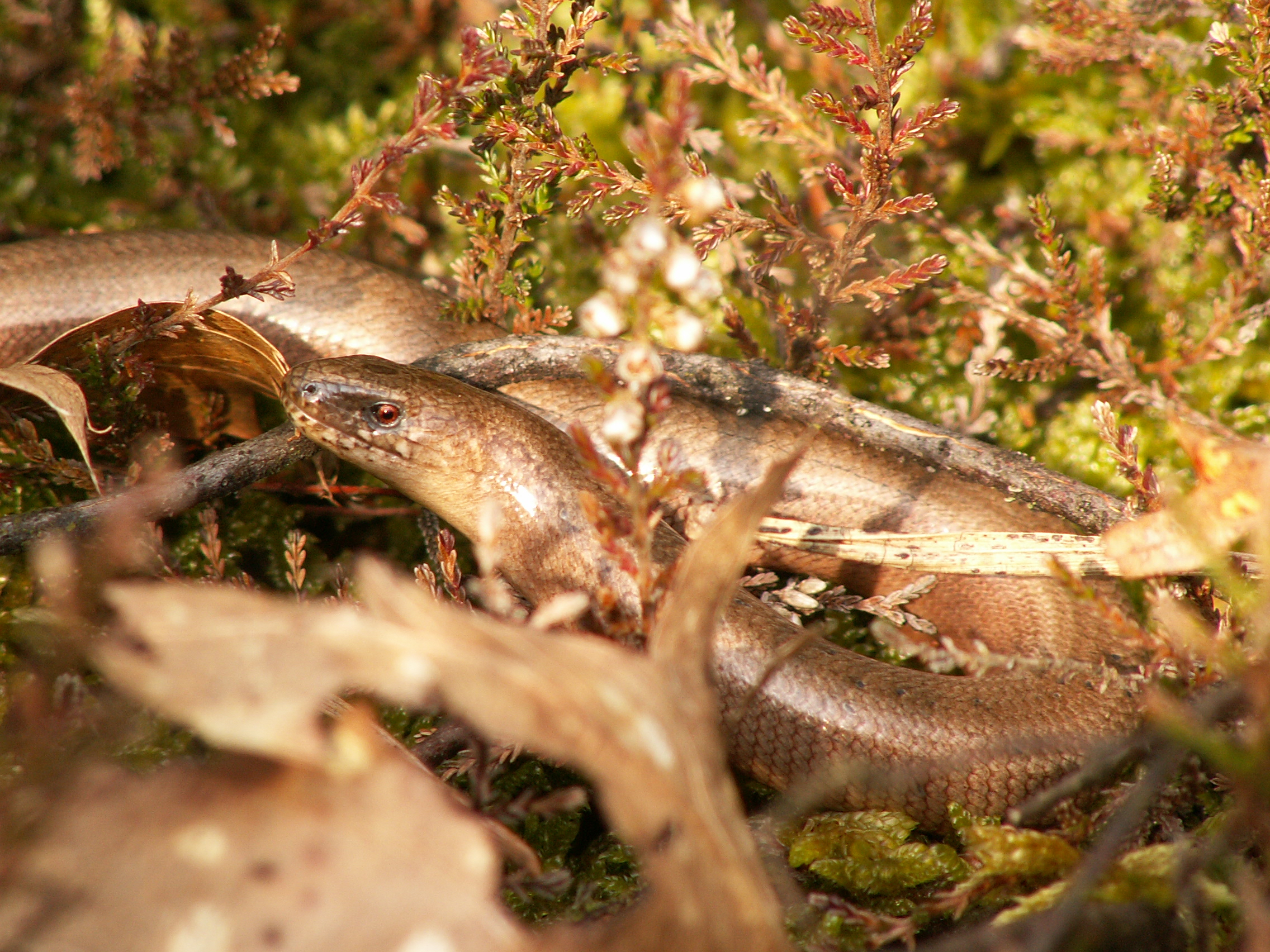
Die Männchen haben einen etwas breiteren Kopf und sind oft weniger kontrastreich gezeichnet als die Weibchen

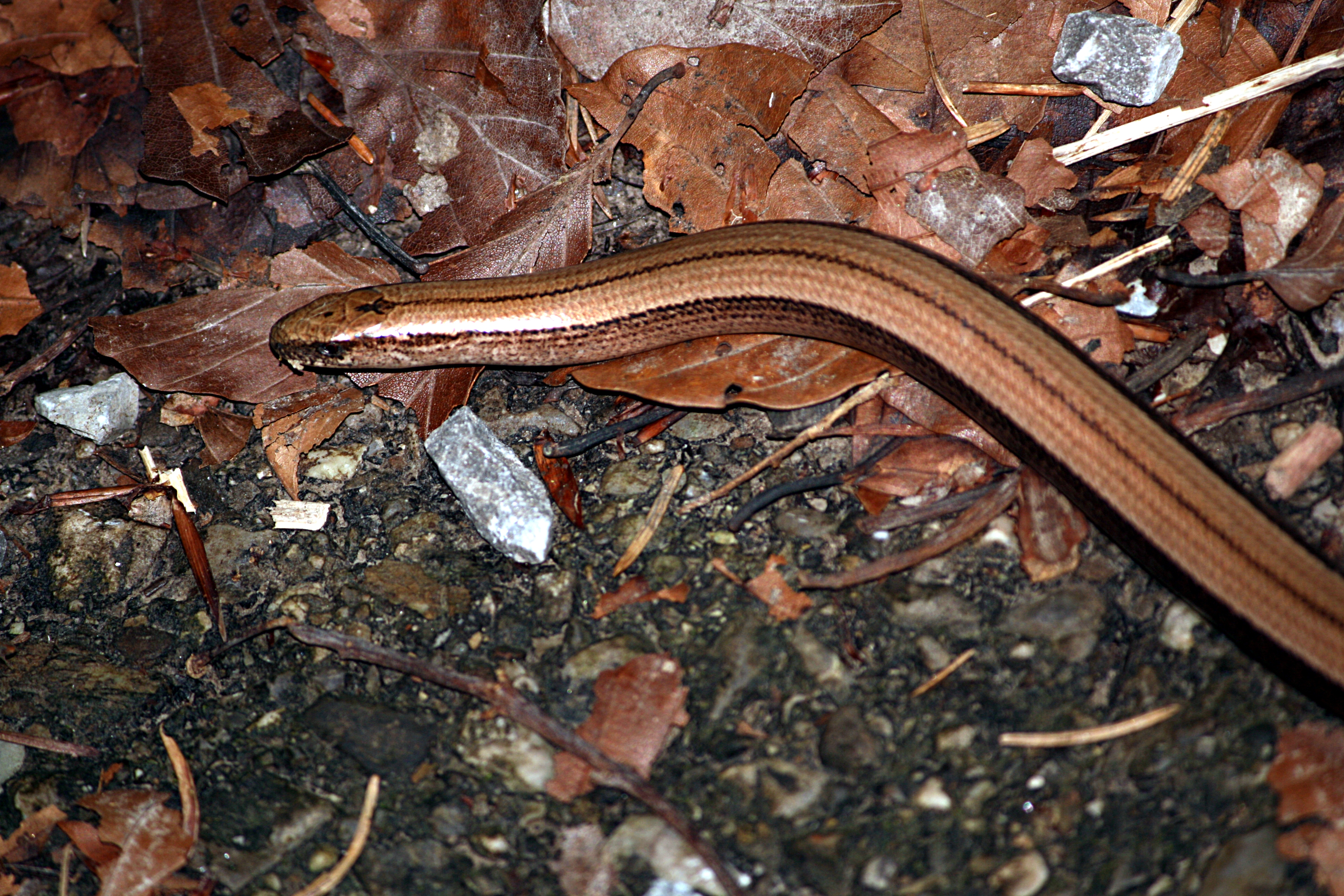
Dieses Weibchen zeigt mit dem mittigen schwarzen „Aalstrich“ und der zu den dunklen Flanken farblich scharf abgesetzten hellen Oberseite Anklänge an die typische Jugendfärbung

Als „Jugendkleid“ haben Blindschleichen eine sehr kontrastreiche Farbgebung und Zeichnung. Auf der silberweißen oder goldgelben Oberseite verläuft vom Hinterkopf – dort verbreitert oder gegabelt – bis zur Schwanzspitze eine schwarze Linie („Aalstrich“; manchmal kann dieser auch unterbrochen sein oder ganz fehlen). Die Flanken sind ebenso wie die Bauchseite schwarz und damit scharf von der Oberseite abgesetzt. Mit zunehmendem Alter kann sich das Schwarz in graue, blaue oder bräunliche Töne aufhellen. Die Iris ist bei den Jungtieren dunkelbraun.
Die Körper der erwachsenen Tiere haben eine variable Grundfärbung aus oberseits Braun-, Grau-, Gelb-, Bronze- oder Kupfertönen. Diese Färbung ist durchsetzt mit mehr oder weniger deutlichen dunklen Punkten und Linien oder auch zeichnungslos. Manchmal weisen sie zudem den dorsalen Aalstrich der Juvenilphase auf, wobei sich dieser nun verbreitert hat. An den Seiten finden sich oft vier bis sechs dunkle Längsstreifen, die wiederum miteinander verschmelzen können und eine farbliche Trennung zwischen der Rückenseite und den Flanken bewirken. Die Bauchseite ist bleigrau bis schwarz. Aufgrund vielfältiger Punkt- und Linienzeichnungsmuster wurden diverse Varietäten der Blindschleiche beschrieben und benannt; diese haben aber taxonomisch keine Bedeutung. Eine Besonderheit ist das Auftreten blau getüpfelter Individuen; fast immer sind dies ältere männliche Tiere. Allerdings ist dieses Merkmal für Exemplare der neuerdings abgegrenzten Art Östliche Blindschleiche (Anguis colchica) eher typisch. Auch Melanismus und andere Farbanomalien kommen bei der Art hin und wieder vor. Die Iris adulter Blindschleichen ist rötlichgelb.

### Geschlechterunterschiede
Eine Unterscheidung von Männchen und Weibchen ist anhand mehrerer Merkmale möglich, aber nicht in allen Fällen eindeutig. Als primäres Geschlechtsmerkmal verfügen die Männchen über zwei ausstülpbare Hemipenes. Auch ist ihr Kopf etwas breiter und hat größere Pileus-Schilde. Unter den längsten und schwersten Blindschleichen finden sich dagegen überwiegend weibliche Tiere. Bei trächtigen Weibchen zeichnet sich der verdickte Rumpf gegen den Schwanz ab. Bei der Färbung fällt auf, dass Weibchen in vielen Fällen eher die Kennzeichen der Jugendfärbung behalten, also den Aalstrich auf der Rückenmitte, die scharfe Farbgrenze an den Flanken und die dunkle Unterseite. Bei den Männchen ist der Farbkontrast zwischen der Oberseite und der weniger dunklen Unterseite dagegen oft nicht so stark ausgeprägt; sie wirken dadurch gleichmäßiger gefärbt. Auch hat eine Mehrheit von ihnen keinen dorsalen Aalstrich mehr.

## Systematik
Die Blindschleiche wurde nach morphologischen Merkmalen lange nur in eine westliche und eine östliche „Rasse“ (Unterart) unterteilt. Nach neueren molekularbiologischen Studien werden inzwischen allerdings fünf Arten unterschieden, die früher alle unter dem Taxon Anguis fragilis zusammengefasst waren. Neben der hier behandelten bisherigen Nominatform (Westliche) Blindschleiche (Anguis fragilis s. str.) sind dies die Östliche Blindschleiche (Anguis colchica), die Italienische Blindschleiche (Anguis veronensis), die Griechische Blindschleiche (Anguis graeca) und die Peloponnes-Blindschleiche (Anguis cephallonica).

## Verbreitung

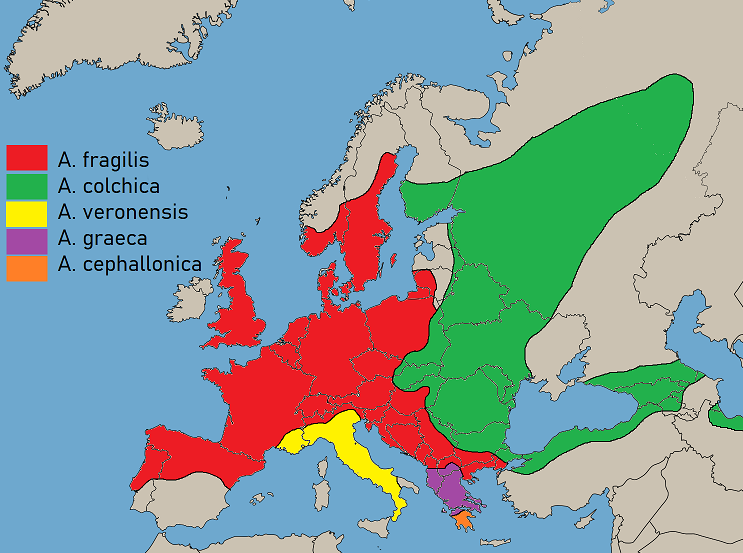
Verbreitungsgebiet der Blindschleiche (rot) und anderer Arten der Gattung Anguis

Entsprechend der neuen Abgrenzung mehrerer Arten stellt sich das Verbreitungsgebiet der (Westlichen) Blindschleiche deutlich kleiner dar als traditionell. Insbesondere das große Areal von Anguis colchica im Osten Europas (von Süd-Finnland über das Baltikum und Westrussland zum Schwarzen Meer und weiter über den Kaukasus zur Südküste des Kaspischen Meeres) ist weggefallen, ebenso wie der italienische Stiefel und weite Teile Griechenlands. Das verbliebene Verbreitungsgebiet von Anguis fragilis reicht vom Norden der Iberischen Halbinsel über Frankreich und Deutschland bis ins östliche Mitteleuropa und auf den Balkan; im Norden sind Großbritannien, Dänemark, der äußerste Süden Norwegens sowie Süd- und Teile Mittelschwedens besiedelt. Die Kontakt- und Übergangszone der Areale von Westlicher und Östlicher Blindschleiche verläuft grob etwa von Kaliningrad aus südwärts. Zu den Ländern mit Vorkommen beider Formen gehören entsprechend unter anderem Polen, Tschechien, die Slowakei, Ungarn und Rumänien. Blindschleichen aus dem deutschsprachigen Raum zählen somit ausschließlich zur westlichen Art. Im Schweizer Tessin tritt stattdessen die Italienische Blindschleiche auf.
Frühere Angaben über Vorkommen in Nordwestafrika werden inzwischen angezweifelt und sollen auf Verwechslungen mit anderen beinlosen Echsenarten beruhen. Es besteht beim Areal der Blindschleiche eine recht große Übereinstimmung mit der Vegetationszone sommergrüner Laub- und Mischwälder der gemäßigten Zone. Innerhalb Europas gibt es ausgedehnte Verbreitungslücken in Irland, dem Süden der Iberischen Halbinsel, auf den Mittelmeerinseln sowie in Nordskandinavien.
Die Höhenverbreitung reicht vom Tiefland bis in die Hochgebirge oberhalb der Baumgrenze; so kommt die Art im Schweizer Kanton Graubünden bis in 2100 Meter Höhe vor, in den österreichischen Alpen bis maximal 2400 Meter.
In Deutschland kommt die Blindschleiche als häufigstes Reptil in fast allen Regionen vor, vereinzelt auch auf der Insel Fehmarn; lediglich auf den meisten Nordseeinseln (Ausnahmen: Sylt, Föhr, Amrum) fehlt sie ebenso wie in küstennahen Marschgebieten. Ein Schwerpunkt der Verbreitung sind die bewaldeten Mittelgebirge. Auch in Österreich und in der Schweiz werden – bis auf hochalpine Extremlagen – alle Regionen von ihr besiedelt.

## Lebensräume
Bei den Lebensraumansprüchen gilt die Blindschleiche als eurytop, sie nutzt also ohne besondere Spezialisierung eine Vielzahl unterschiedlicher Biotope. Häufig ist sie in dichten Laubwäldern und an deren Rändern, an Hecken, in teilentwässerten Hochmooren und an Moorrändern und an gebüschgesäumten Borstgrasrasen anzutreffen, ferner in Heidegebieten, auf Brachen, Wiesen, an Bahndämmen, Holzstößen, Wegrändern, in Parks und naturnahen Gärten der Siedlungsränder; selbst dichte Nadelwälder mit nur kleinräumigen Sonnenflächen genügen ihr manchmal. Die Tiere bevorzugen deckungsreiche krautige Vegetation und eine gewisse Bodenfeuchte; im Hinblick auf die Umgebungstemperatur sind sie etwas weniger wärmebedürftig als viele andere Reptilien. Entsprechend ihrer breiten ökologischen Amplitude kann die Blindschleiche sowohl mit Arten feuchterer Gebiete (wie Waldeidechse und Kreuzotter) als auch mit solchen eher trockener Lebensräume (wie Schlingnatter und Zauneidechse) gemeinsam vorkommen.
Gerne nutzt sie geschützt gelegene trockene Sonnenplätze, beispielsweise auf Totholz, dunklem Humusboden und Torf oder auf alten Grasbulten, die sich in Nachbarschaft zu etwas feuchteren, aber auch leicht erwärmbaren, nicht zu schattigen Versteckplätzen (Erdlöcher, Hohlräume unter Baumwurzeln, liegendem Holz, Steinen, Plastikfolie oder Blech, Felsspalten, Moospolster, auch Laub- und Komposthaufen oder Brennholzstapel) befinden. An besonders günstigen Versteckplätzen finden sich oft mehrere Tiere gleichzeitig ein.

## Lebensweise

### Überwinterung
Den Winter verbringen Blindschleichen in Kältestarre bzw. Ruhe in den oben genannten, möglichst frostsicheren Verstecken. Häufig bohren sie sich auch selbst unterirdische Gänge von 15 bis zu 100 cm Länge und verschließen die Öffnung mit Moos oder Erde. Regelmäßig findet die Überwinterung gesellig in Gruppen von 5 bis 30, ausnahmsweise auch über 100 Individuen statt. Dabei befinden sich die älteren Tiere offenbar in größerer Tiefe, während sich die etwas später dazustoßenden Jungtiere mehr in Eingangsnähe aufhalten. Sogar gemeinsame Winterquartiere mit Fressfeinden wie Schlangen sind beobachtet worden. In Mitteleuropa zieht sich die Mehrzahl der Blindschleichen im Laufe des Oktobers in die Unterschlüpfe zurück; heraus kommen sie meistens wieder ab März oder Anfang April (zumindest im Tiefland), wenn die Außenbedingungen dies zulassen.

### Tagesaktivität

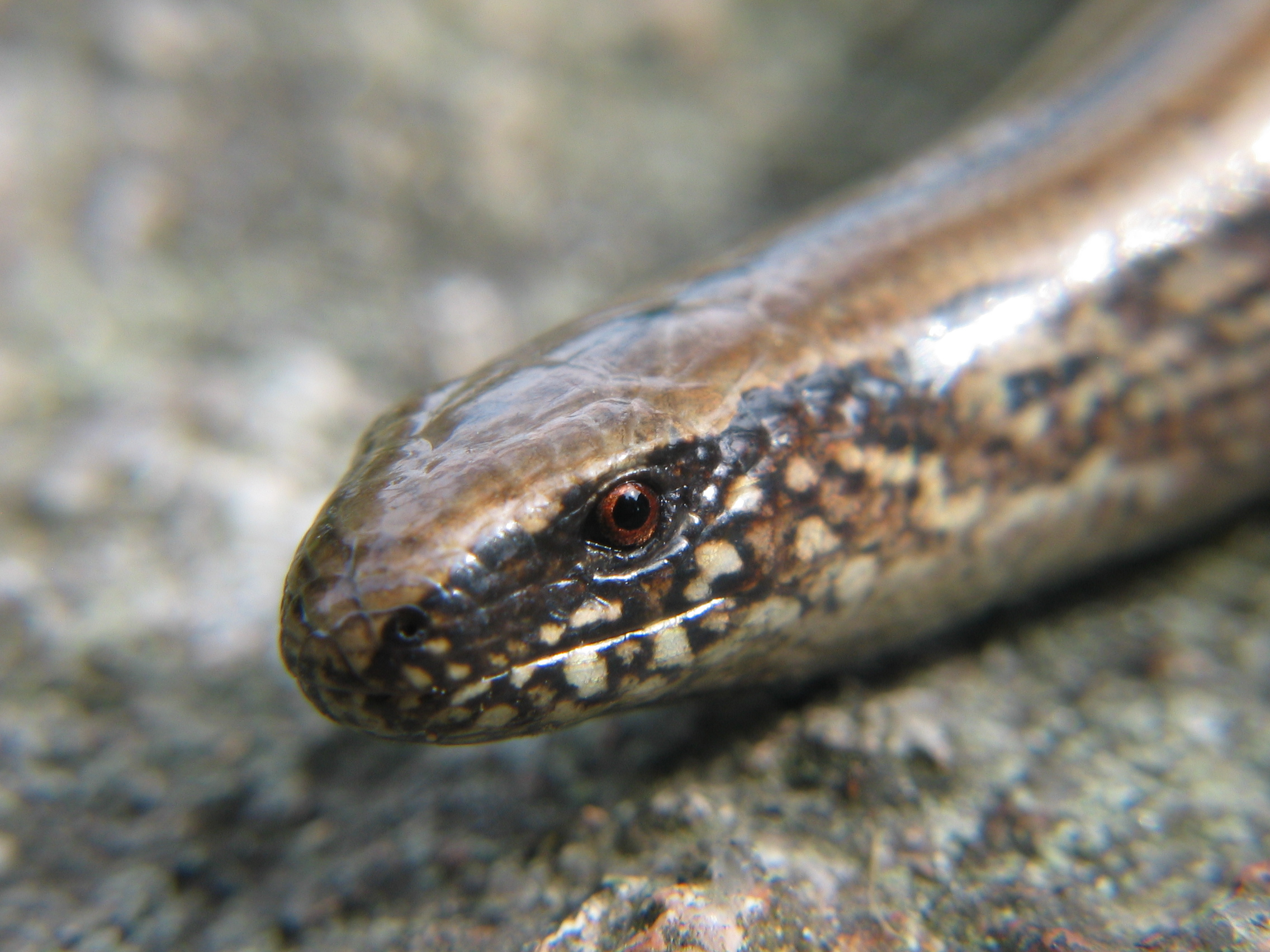
Kopfpartie einer Blindschleiche; die Augen haben runde Pupillen und bewegliche Lider

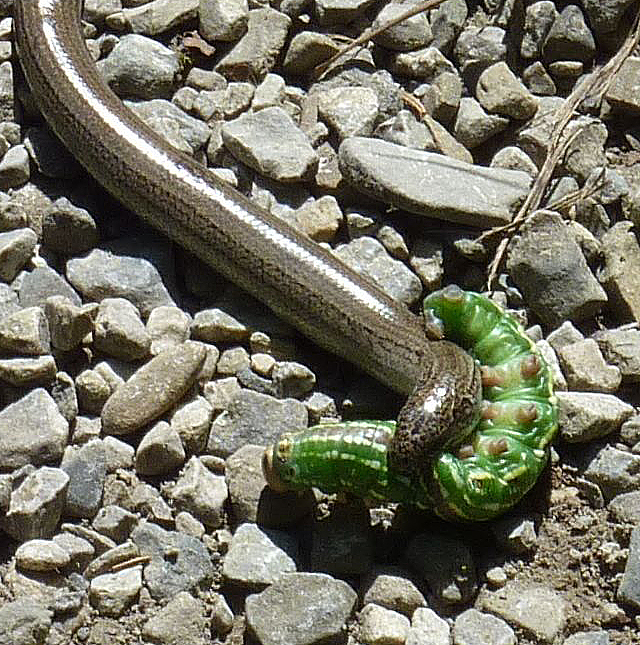
Blindschleiche mit Beute

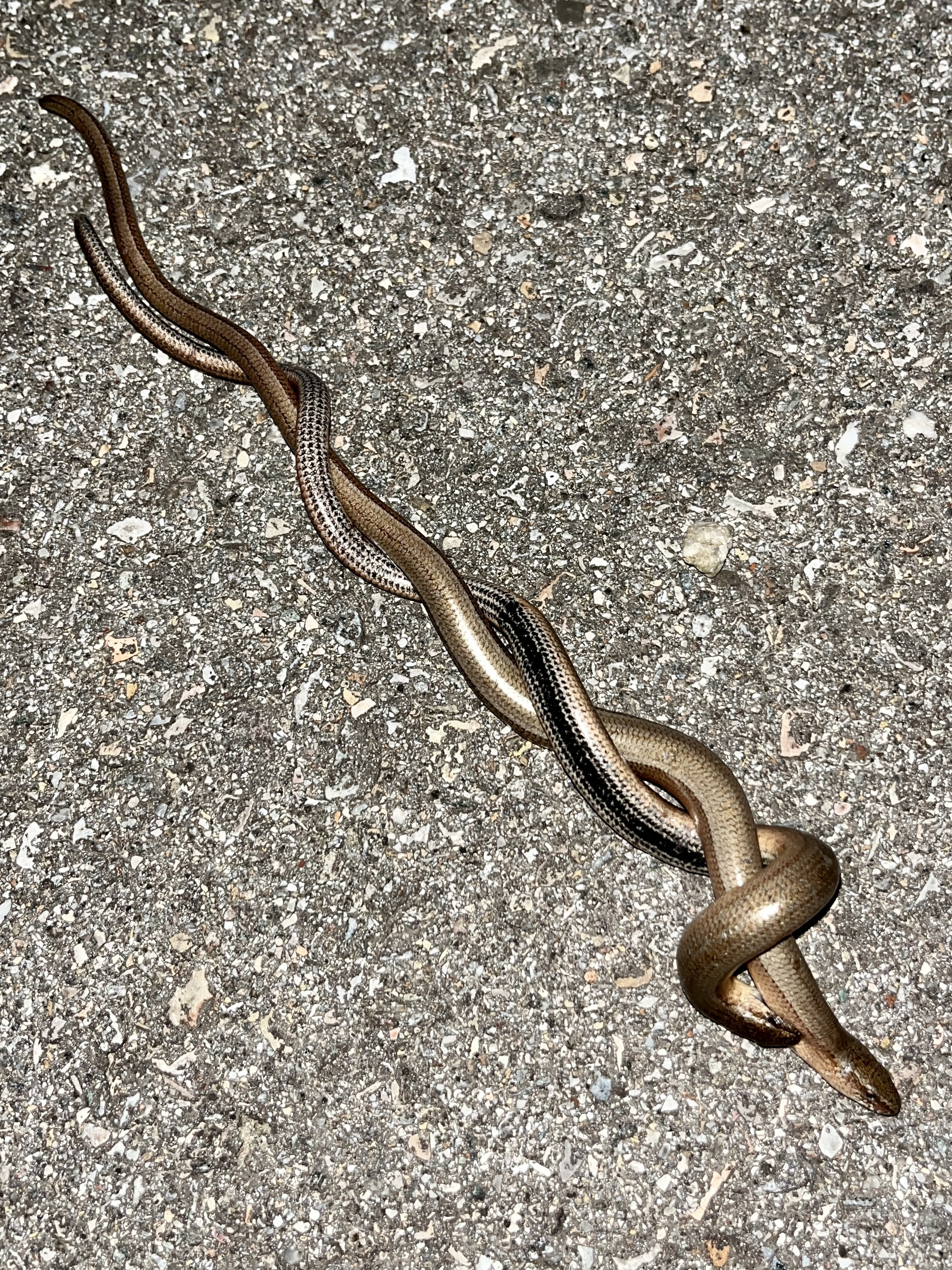
Abendliche Paarung der Blindschleichen auf einem Fahrweg

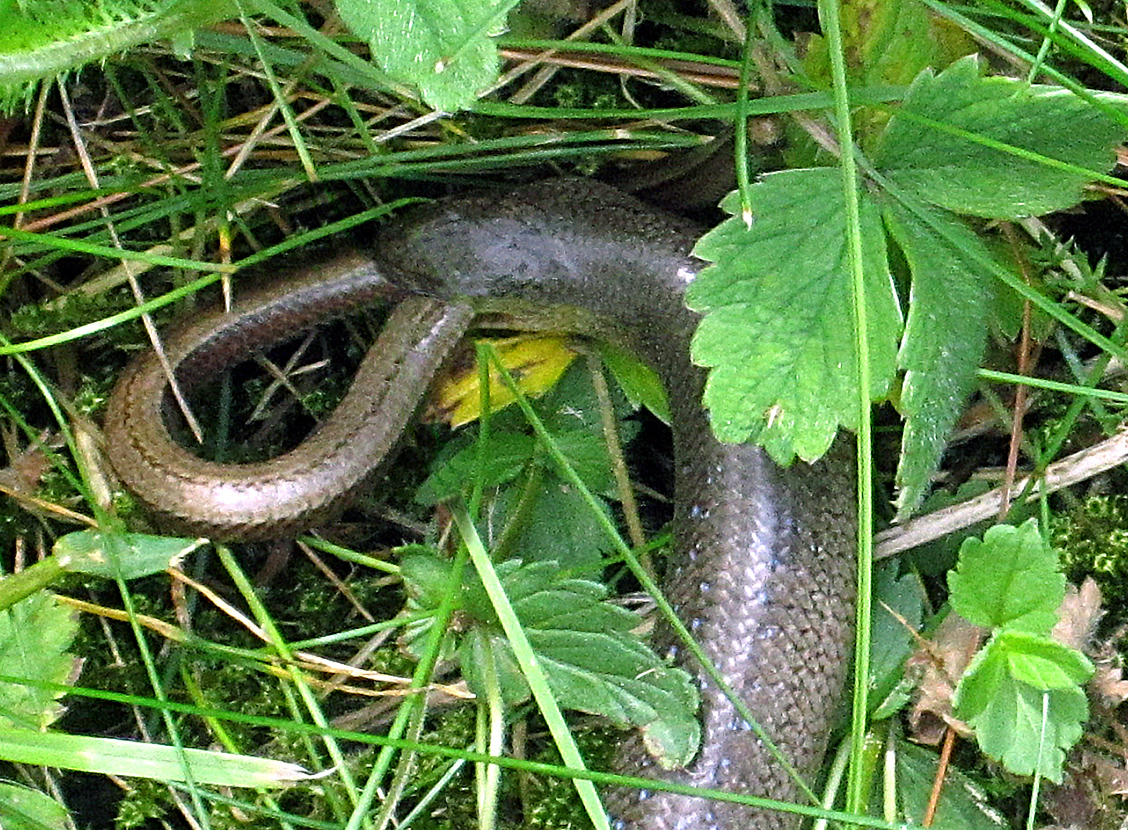
Blindschleiche, ein kleineres Exemplar verschlingend

Die Art ist vor allem tagaktiv, zum einen in den Morgenstunden von 4 bis etwa 10 Uhr, zum anderen abends von 18 bis 21 Uhr. Bei feucht-milder Witterung, etwa vor Gewittern oder bei warmem Nieselregen, ist sie auch in der übrigen Tageszeit außerhalb der Verstecke anzutreffen. Möglicherweise werden sehr milde Sommernächte ebenfalls zur Nahrungssuche genutzt. Wegen der versteckten Lebensweise ist das Wissen über den genauen Tagesablauf einer Blindschleiche noch recht lückenhaft. Dies gilt auch für den Raumbedarf, für Bestandsgrößen und -dichten und andere populationsökologische Fragen.

### Nahrung
Blindschleichen jagen in erster Linie Nacktschnecken, Regenwürmer und unbehaarte Raupen; ihr nach hinten gekrümmtes Gebiss hilft ihnen beim Festhalten dieser schlüpfrigen Beutetiere. Unter den Schnecken sind besonders Ackerschnecken als Nahrung von Bedeutung, aber auch kleinere Exemplare großer Wegschneckenarten werden gefressen. Zum erweiterten Beutespektrum gehören Asseln und Saftkugler, Heuschrecken, Käfer und deren Larven sowie Blattläuse, Zikaden und Ameisen, ferner kleinere Spinnen. Blindschleichen sind zwar nicht blind, haben aber eine eingeschränkte Sehleistung – unter anderem sind sie farbenblind. Für die Orientierung, auch bei der Jagd, spielen der Geruchs- und der Tastsinn eine wichtige Rolle. Die Beutetiere werden mit den bezahnten Kiefern gepackt und allmählich im Ganzen verschluckt. Bei einem größeren Regenwurm kann dies bis zu einer halben Stunde dauern.

### Fressfeinde und Bedrohungen

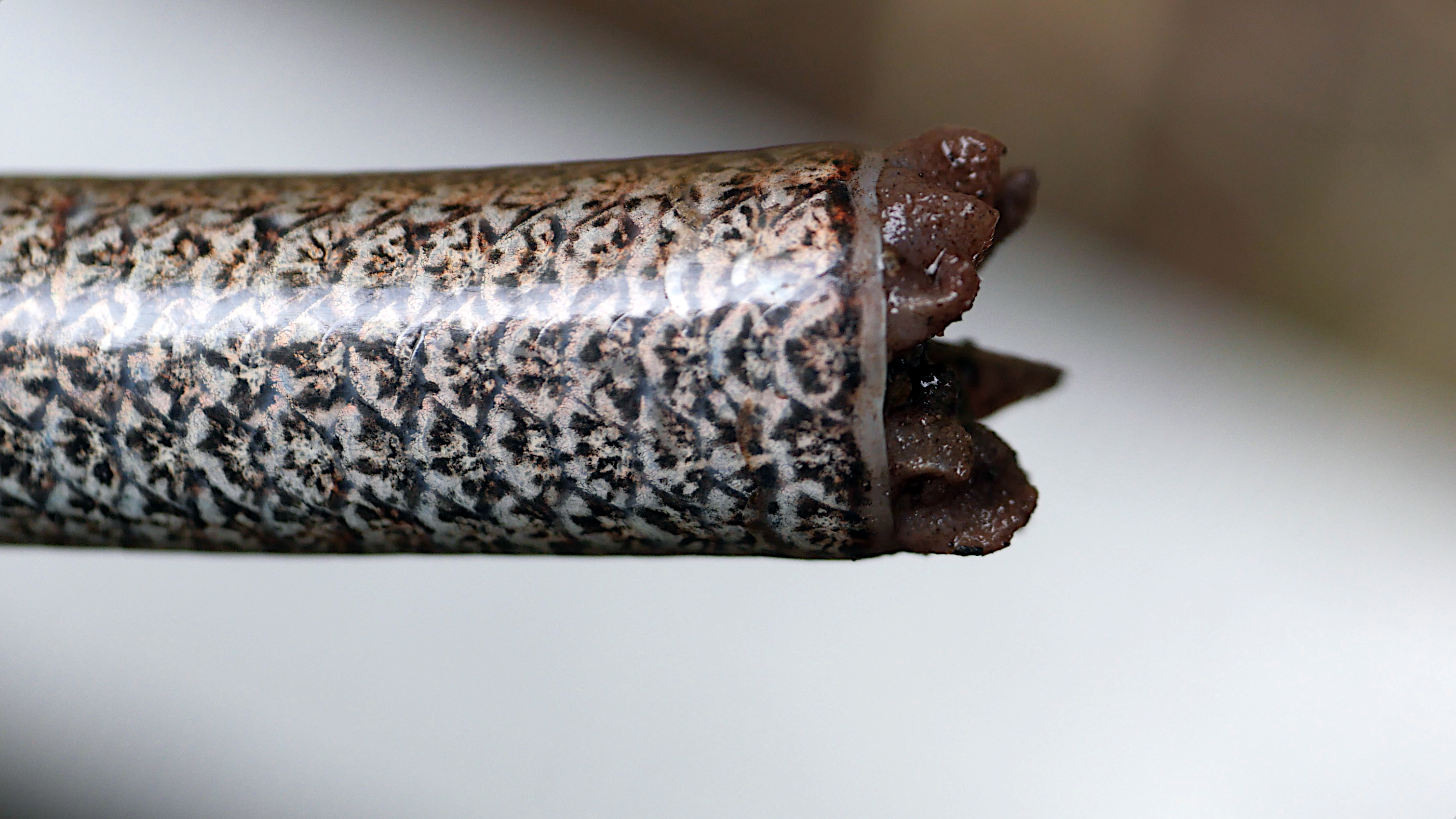
Abgetrennter Schwanz einer adulten Blindschleiche, ca. 11 cm lang; regelmäßig geformte Trennstelle mit acht Muskelsträngen

Die Blindschleiche hat ihrerseits viele Fressfeinde, darunter Schlangen (insbesondere die Schlingnatter), Säugetiere wie Fuchs, Dachs, Iltis, Hermelin, Igel, Wildschwein und Ratten sowie zahlreiche Vögel (Störche, Reiher, Greifvögel, Eulen, Rabenvögel, Würger). Den Jungtieren stellen zudem Drosseln, Stare, Spitzmäuse, große Laufkäfer, Erdkröten, Eidechsen und junge Schlangen nach.
In Siedlungsnähe des Menschen sind vor allem Hauskatzen, Hunde und Hühner eine Gefahr für Blindschleichen.
In Bedrängnis (zum Beispiel, wenn sie ergriffen werden) winden sich die Tiere hin und her und scheiden dabei oft Harn und Kot aus der Kloake ab. Zu Beißversuchen gegenüber dem Angreifer kommt es nur selten. Schließlich kann ein Schwanzstück abgeworfen werden (Autotomie), das dann noch minutenlang heftig zappelt und zuckt. Dies ist vor allem gegenüber Vögeln und Säugern eine effektive Ablenkungsmaßnahme.
In den Morgen- und Abendstunden nimmt die Blindschleiche oft ein Sonnenbad zur Thermoregulation, beispielsweise legt sie sich in der Abenddämmerung auf eine während des Tages erwärmte Oberfläche. Das sind oft auch Asphaltstraßen und Wege, auf denen die Tiere dann oft überfahren werden.

### Fortpflanzung und Individualentwicklung

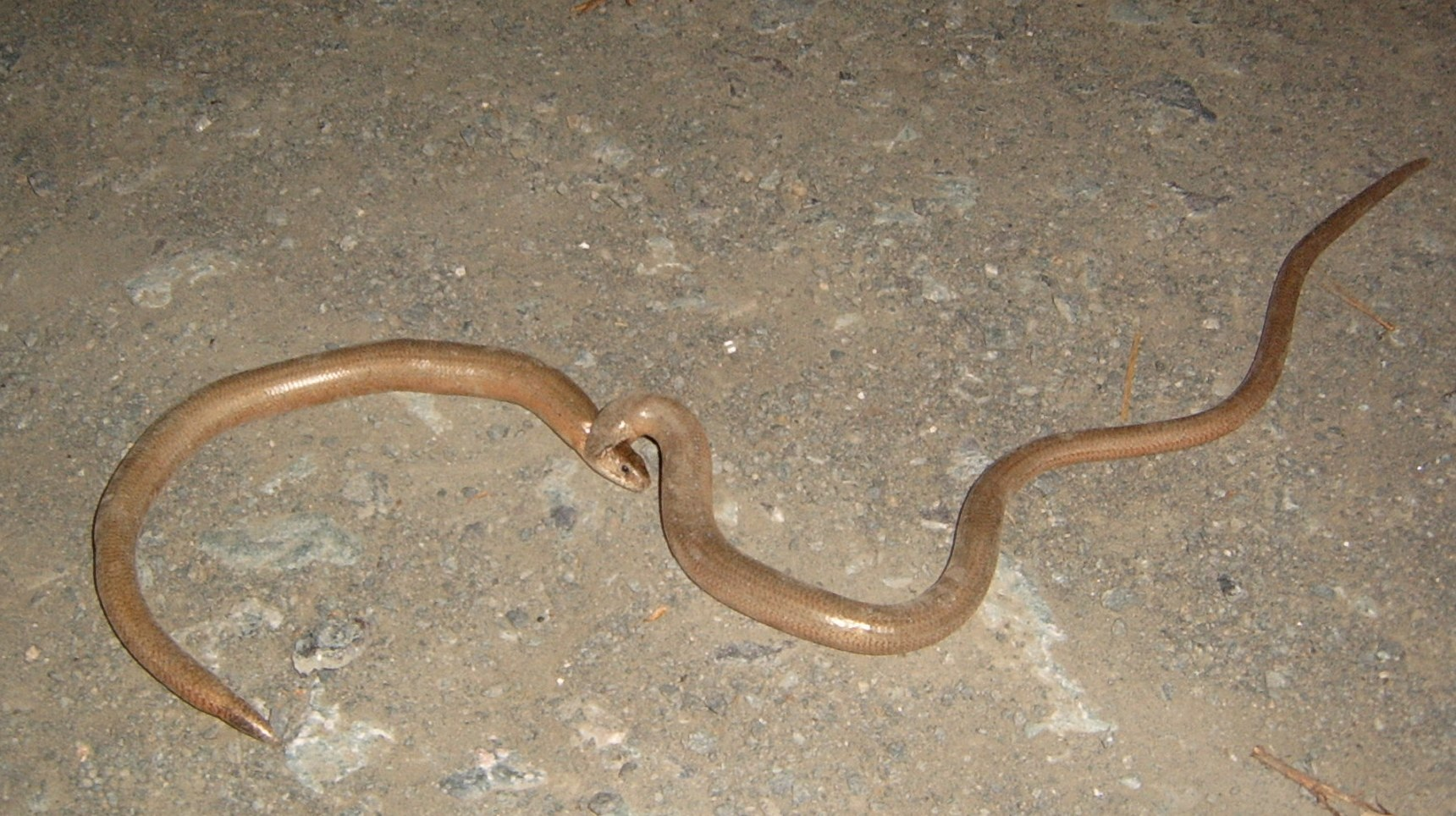
Nackenbeißende Blindschleichen

In Mitteleuropa liegt die Paarungszeit der Art meist zwischen Ende April und Juni. Die Männchen ringen in sogenannten Kommentkämpfen dann oft heftig um die Weibchen, obwohl diese in den meisten Populationen in der Überzahl sind. Die Kontrahenten versuchen sich gegenseitig zu Boden zu drücken, beißen einander und schlingen sich fest umeinander. Bei der Paarung wird das Weibchen in den Kopf oder die Nackenregion gebissen, während das Männchen seine beiden Hemipenes in die Kloake des Weibchens einführt. Die Kopulation kann mehrere Stunden dauern. Mitunter paaren sich Weibchen später noch mit anderen Männchen. Die Tragzeit der Weibchen dauert 11 bis 14 Wochen; anschließend – zwischen Mitte Juli und Ende August, manchmal noch später – setzen sie meist zwischen acht und zwölf Junge ab (Extremwerte: 2 bis 28). Blindschleichen sind ovovivipar; bei der Geburt befinden sich die 7 bis 10 cm langen Jungtiere in einer sehr dünnen, transparenten Eihülle, die sie sofort danach durchstoßen. Sie wiegen zunächst weniger als ein Gramm und besitzen noch einen Dotterrest.
Vor ihrer ersten Überwinterung wachsen die Jungtiere kaum noch; erst im Jahr darauf legen sie an Länge und Gewicht deutlich zu. Bei einer Gesamtlänge von 12,5 bis 25 cm und einem Lebensalter von drei bis fünf Jahren werden junge Blindschleichen geschlechtsreif. Im Laufe des Wachstums finden jährlich drei bis vier Häutungen während der gesamten Aktivitätsperiode statt. Dabei wird die alte Hautoberschicht von vorne nach hinten zu Wulsten zusammengeschoben und abgestreift. Ein Häutungsvorgang kann ein bis mehr als zwei Wochen andauern.
In Gefangenschaft können die Tiere sehr alt werden; ein Alter von 46 Jahren ist belegt, auch 54 Jahre werden genannt. In der freien Landschaft ist es wegen vieler Fressfeinde und zivilisatorischer Gefahren aber sehr unwahrscheinlich, dass Blindschleichen so alt werden.

## Gefährdung und Schutz

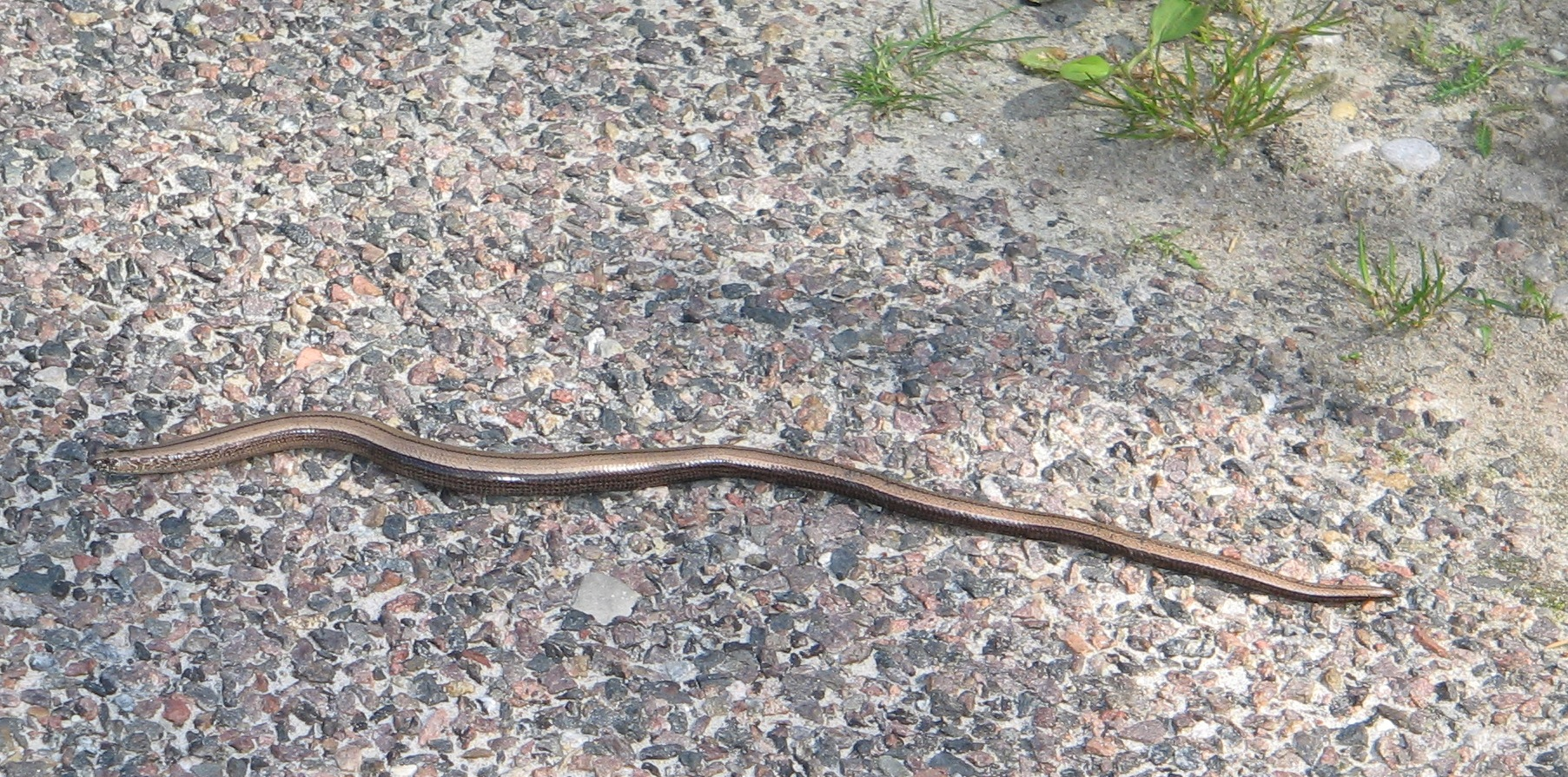
Blindschleichen legen sich gerne auf Fahrbahnoberflächen, um Wärme zu tanken; dabei fallen sie dem Verkehr zum Opfer

Die Blindschleiche gilt als Kulturfolger und hat lange von Landschaftsveränderungen durch Menschen profitiert, da viele strukturreiche, halboffene Biotope entstanden. In der modernen Zivilisationslandschaft erleidet die Art aber hohe Verluste durch intensive Land- und Forstwirtschaft, Flurbereinigung, Flächenentwässerung, Straßenverkehr, Siedlungs- und Straßenbau, Rekultivierungsmaßnahmen in Abbaugruben, das Mähen von Gras-Stauden-Randstreifen und Wiesen (besonders mit Kreiselmähern), die Beseitigung von Versteckplätzen, das „Aufräumen“ von „unordentlichen“ Böschungen und Ruderalfluren und vieles mehr. In Siedlungsnähe stellt die Anwendung von Pestiziden wie Schneckenkorn eine Vergiftungsgefahr für Blindschleichen dar.
Aus Unkenntnis und Abneigung gegenüber der vermeintlichen Schlange wird die völlig harmlose Blindschleiche auch heute noch in großer Zahl erschlagen oder zertreten, wenn man ihr begegnet. Dies kann lokal durchaus bestandsbedrohende Ausmaße annehmen. Von Hauskatzen werden Blindschleichen und andere Kleinreptilien gejagt und dabei zumindest verletzt. Durch ihr Verhalten, sich auf Wege zu legen, um Wärme zu tanken, fallen sehr viele Blindschleichen dem Fahrzeugverkehr zum Opfer. Sogar von Radfahrern werden sie oft nicht rechtzeitig erkannt und überfahren.
Trotz dieser Verluste ist die Art in Mitteleuropa noch häufig und gilt im deutschsprachigen Raum (Deutschland, Österreich, Schweiz) als ungefährdet. Sie steht aber dennoch unter Natur- und Artenschutz und darf nicht gefangen oder verletzt werden. Insbesondere ist zu vermeiden, Blindschleichen an ihrem hinteren Körperabschnitt festzuhalten. Dies kann sonst das Abwerfen des Schwanzes auslösen, wodurch das Tier zwar nicht stirbt, aber zeitlebens verstümmelt bleibt.
Gesetzlicher Schutzstatus (Auswahl)
- FFH-Richtlinie: (nicht aufgeführt)
- Bundesnaturschutzgesetz: besonders geschützt
- Bundesartenschutzverordnung: Anlage 1 (besonders geschützt)

Nationale Rote-Liste-Einstufungen (Auswahl)
- Rote Liste Bundesrepublik Deutschland: n (nicht gefährdet, nicht geführt)
- Rote Liste Österreichs: NT (Gefährdung droht; Vorwarnliste)
- Rote Liste Schweiz: LC (nicht gefährdet; allerdings Rückgang des Bestands im Mittelland und den Tieflagen der Täler)[13]